# Saint-Amour-Bellevue
Saint-Amour-Bellevue é uma comuna francesa na região administrativa de Borgonha-Franco-Condado, no departamento Saône-et-Loire. Estende-se por uma área de 5,07 km². Em 2010 a comuna tinha 587 habitantes (densidade: 115,8 hab./km²).